# Modulation en anneau

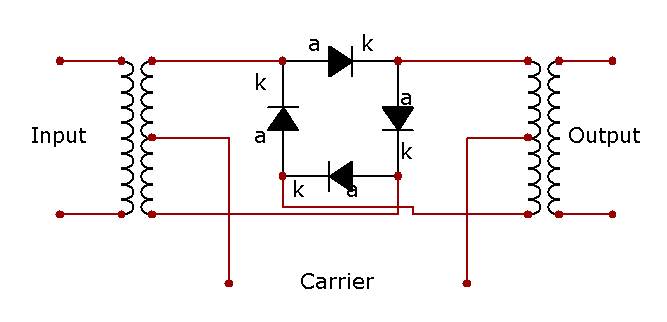
Schéma d'un modulateur en anneau, montrant un anneau de diodes.

Un exemple de modulation en anneau sur des ondes sinusoïdales de fréquence (en haut) et (au milieu), produisant une variation de l'amplitude de la fréquence sinusoïdale sur (en bas).

En électronique, la modulation en anneau est une fonction de traitement du signal, une mise en œuvre du mélange de fréquences, dans laquelle deux signaux sont combinés pour produire un signal de sortie. L'un des signaux, appelé signal de porteuse, est généralement une onde sinusoïdale ou une autre forme d'onde simple ; l'autre signal est généralement plus complexe et est appelé signal d'entrée ou signal de modulation. Un modulateur en anneau est un dispositif électronique de modulation en anneau. Un modulateur en anneau peut être utilisé dans les synthétiseurs musicaux et comme pédale d'effet audio.
Le nom vient du fait que le circuit analogique de diodes utilisé à l'origine pour mettre en œuvre cette technique prend la forme d'un anneau : un anneau de diodes.
La modulation en anneau est assez similaire à la modulation d'amplitude, à la différence que dans cette dernière, le modulateur est décalé pour être positif avant d'être multiplié avec la porteuse, alors que dans la première, le modulateur non décalé est multiplié avec la porteuse. Cela a pour effet que la modulation en anneau de deux ondes sinusoïdales ayant des fréquences de 1 500 Hz et 400 Hz produira comme signal de sortie la somme d'une onde sinusoïdale de fréquence 1 900 Hz et d'une onde sinusoïdale de fréquence 1 100 Hz. Ces deux fréquences de sortie sont appelées bandes latérales. Si l'un des signaux d'entrée a des partiels significatifs (ce qui est le cas pour les signaux carrés), le son de sortie sera très différent, puisque chaque harmonique générera sa propre paire de bandes latérales qui ne seront pas liées harmoniquement.

## Opération
En désignant le signal de la porteuse par {\displaystyle c(t)}, le signal de  modulation par {\displaystyle x(t)} et le signal de sortie par {\displaystyle y(t)} (où {\displaystyle t} désigne le temps), la modulation en anneau est décrite par la formule suivante :

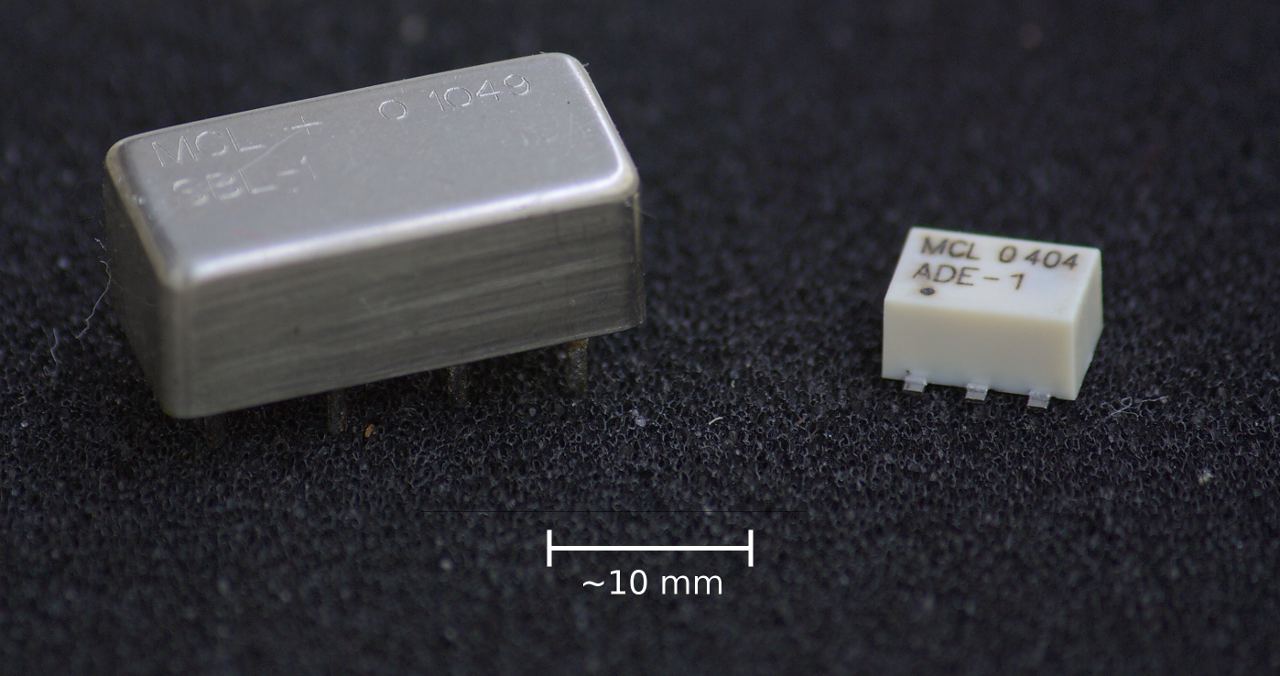
Mélangeur de fréquence haut niveau doublement équilibré SBL-1 avec quatre diodes Schottky de chez Mini-Circuits. Niveau OL +7 dBm (1.41 Vp-p) et RF 1-500 MHz (ADE-1 : 0.5-500 MHz).

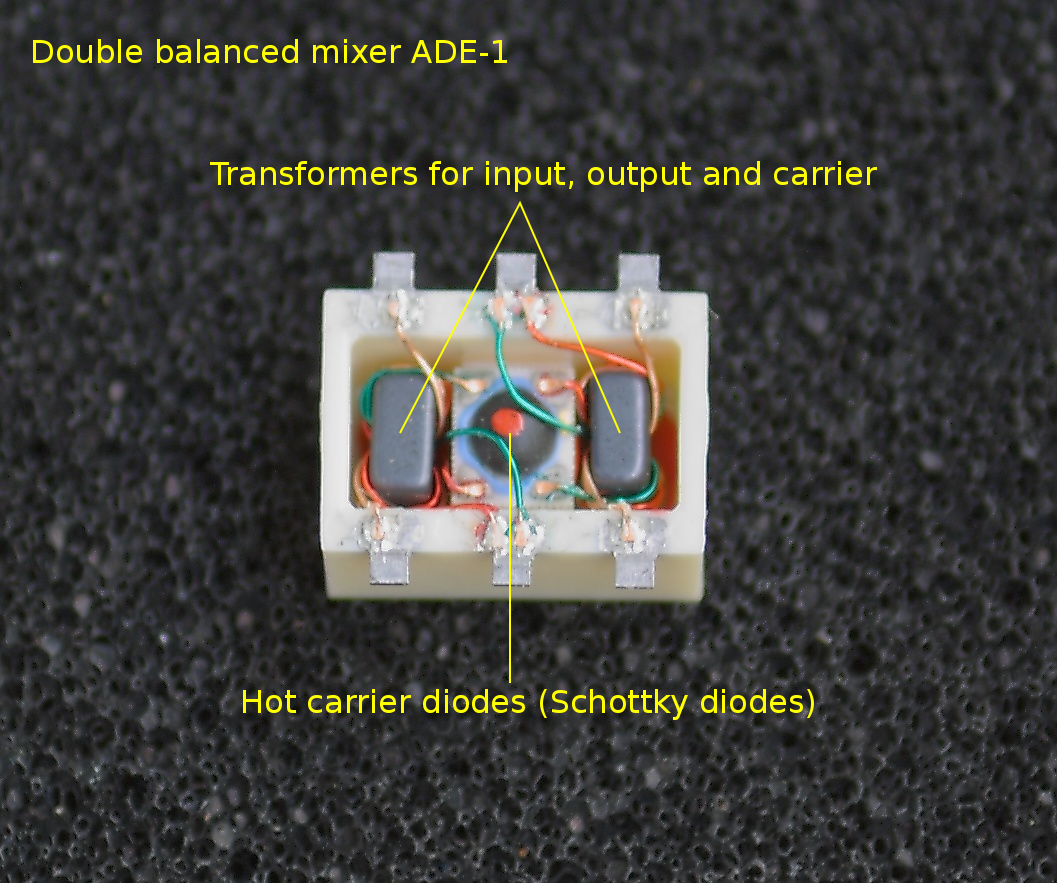
Gros plan du modulateur ADE-1.

Exemple de modulation en anneau sur une onde sinusoïdale de fréquence et une onde carrée de fréquence, produisant un son complexe à l'aide d'une modulation de fréquence analogique connue sous le nom de "diode-clipping" ou "chopper" RM, produisant une variation d'amplitude de la fréquence de type onde carrée sur.

{\displaystyle y(t)=x(t)\cdot c(t).}
Si {\displaystyle c(t)} et {\displaystyle x(t)} sont des ondes sinusoïdales de fréquences {\displaystyle f_{c}} et {\displaystyle f_{x}}, respectivement, alors {\displaystyle y(t)} sera la somme de deux ondes sinusoïdales (déphasées), l'une de fréquence {\displaystyle f_{c}+f_{x}} et l'autre de fréquence {\displaystyle f_{c}-f_{x}}. Ceci est une conséquence de l'identité trigonométrique :
{\displaystyle \sin(u)\cdot \sin(v)={\frac {1}{2}}\left(\cos(u-v)-\cos(u+v)\right).}
On peut également utiliser le fait que la multiplication dans le domaine temporel est la même chose que le produit de convolution dans le domaine fréquentiel.
Les modulateurs en anneau produisent donc la somme et différence des fréquences présentes dans chaque forme d'onde. Ce processus de modulation en anneau produit un signal riche en partiels. En outre, ni la porteuse ni le signal entrant n'occupent une place prépondérante dans la sortie, et idéalement, ils ne sont pas présents du tout.
Deux oscillateurs, dont les fréquences étaient harmoniquement liées et modulées en anneau l'une par rapport à l'autre, produisent des sons qui adhèrent toujours aux partiels harmoniques des notes, mais dont la composition spectrale est très différente. Lorsque les fréquences des oscillateurs ne sont pas harmoniquement liées, la modulation en anneau crée des sons inharmoniques, produisant souvent des sons de cloche ou des sons métalliques.
Si le signal porteur est un signal carré de fréquence {\displaystyle f_{c}}, dont le développement en série de Fourier contient la fondamentale et une série d'harmoniques impaires d'amplitude réduite :
{\displaystyle c(t)=\sin f_{c}t+{\frac {1}{3}}\sin 3f_{c}t+{\frac {1}{5}}\sin 5f_{c}t+{\frac {1}{7}}\sin 7f_{c}t+\ldots }
et que la fréquence porteuse {\displaystyle f_{c}} est au moins deux fois la fréquence maximale du signal modulant {\displaystyle x(t)}, alors la sortie résultante est une série de doublons de {\displaystyle x(t)} dans des régions croissantes du spectre de fréquences. Par exemple, {\displaystyle x(t)} représente une onde sinusoïdale à 100 Hz, et la porteuse {\displaystyle c(t)} est une onde carrée idéale à 300 Hz. La sortie comprendra alors des ondes sinusoïdales à 100±300 Hz, 100±900 Hz, 100±1500 Hz, 100±2100 Hz, etc., à des amplitudes décroissantes en fonction de l'expansion de Fourier de l'onde carrée porteuse. Si la fréquence de la porteuse est inférieure à deux fois la fréquence supérieure du signal, le signal de sortie qui en résulte contient des composantes spectrales du signal et de la porteuse qui se combinent dans le domaine temporel.
Comme la sortie ne contient ni les composantes individuelles du modulateur ni celles de la porteuse, on dit que le modulateur en anneau est un mélangeur doublement équilibré, où les deux signaux d'entrée sont supprimés (absents de la sortie) - la sortie est entièrement composée de la somme des produits des composantes de fréquence des deux entrées.

## Historique
Le modulateur en anneau a été inventé par Frank A. Cowan en 1934 et breveté en 1935 comme une amélioration de l'invention de Clyde R. Keith aux Bell Labs. L'application initiale concernait le domaine de la téléphonie analogique pour le multiplexage par répartition en fréquence afin de transporter plusieurs signaux vocaux sur les câbles téléphoniques. Elle a depuis été appliquée à un plus large éventail d'utilisations, telles que l'inversion de la voix, les émetteurs-récepteurs radio et la musique électronique.
Alors que le brevet original de Cowan décrit un circuit avec un anneau de quatre diodes, les implémentations ultérieures ont utilisé des FET comme éléments de commutation.

## Description du circuit
Le modulateur en anneau comprend un étage d'entrée, un anneau de quatre diodes excitées par un signal porteur, et un étage de sortie. Les étages d'entrée et de sortie comprennent généralement des transformateurs avec des prises centrales vers l'anneau de diodes. Il est important de noter que si l'anneau de diodes présente certaines similitudes avec un pont redresseur, les diodes d'un modulateur en anneau sont toutes orientées dans le même sens (horaire ou antihoraire). (Voir le schéma d'un modulateur en anneau en haut à droite).
La porteuse, qui alterne entre un courant positif et un courant négatif, fait conduire à tout moment une paire de diodes et bloquer en alimentation inverse l'autre paire. La paire conductrice transporte le signal du secondaire du transformateur de gauche vers le primaire du transformateur de droite. Si la borne porteuse gauche est positive, les diodes du haut et du bas sont conductrices. Si cette borne est négative, les diodes latérales conduisent, mais créent une inversion de polarité entre les transformateurs. Cette action ressemble beaucoup à celle d'un interrupteur DPDT (en anglais : double pole, double throw) câblé pour inverser les connexions.
Le modulateur en anneau est particulièrement élégant car il est bidirectionnel : le flux du signal peut être inversé, ce qui permet d'utiliser le même circuit avec la même porteuse en tant que modulateur ou démodulateur, par exemple dans les émetteurs-récepteurs radio à faible coût.

## Méthodes de circuits intégrés de modulation en anneau
Certains modulateurs en anneau modernes sont mis en œuvre à l'aide de techniques de traitement numérique du signal en multipliant simplement les signaux du domaine temporel, produisant un signal de sortie presque parfait. Des produits d'intermodulation peuvent être générés en sélectionnant et en modifiant soigneusement la fréquence des deux formes d'onde d'entrée. Si les signaux sont traités numériquement, la convolution dans le domaine des fréquences devient une convolution circulaire. Si les signaux sont à large bande, cela provoquera une distorsion par repliement de spectre, c'est pourquoi il est courant de suréchantillonner l'opération ou de filtrer avec un filtre passe-bas les signaux avant la modulation en anneau.
La puce SID équipant l'ordinateur personnel Commodore 64 permet aux signaux triangulaires d'être modulées en anneau. L'oscillateur 1 est modulé par la fréquence de l'oscillateur 3, l'oscillateur 2 par la fréquence de l'oscillateur 1 et l'oscillateur 3 par la fréquence de l'oscillateur 2. La modulation en anneau est désactivée si l'oscillateur porteur n'est pas réglé pour produire une onde triangulaire, mais l'oscillateur modulant peut être réglé pour générer n'importe laquelle de ses formes d'onde disponibles. Cependant, quelle que soit la forme d'onde sur laquelle vous réglez l'oscillateur modulant, la modulation en anneau aura toujours pour effet de moduler une onde triangulaire avec une onde carrée.
Sur un synthétiseur ARP Odyssey (et quelques autres de cette époque également), le modulateur en anneau est une fonction XOR (formée de quatre portes NAND) alimentée par les sorties de signaux carrés des deux oscillateurs. Dans le cas limité des signaux carrés ou à impulsions, il s'agit d'une véritable modulation en anneau.
Les circuits intégrés multiplicateurs analogiques (tels que ceux fabriqués par Analog Devices) fonctionneraient comme des modulateurs en anneau, bien sûr en tenant compte de questions telles que leurs limites de fonctionnement et leurs facteurs d'échelle. L'utilisation de circuits intégrés multiplicateurs signifie que les produits de modulation sont largement limités à la somme et à la différence de fréquence des entrées (à moins que le circuit ne soit suralimenté), plutôt qu'aux produits beaucoup plus complexes du circuit redresseur.

## Limites
Toute composante continue (CC) de la porteuse dégradera la suppression de la porteuse et, par conséquent, dans les applications radio, la porteuse est généralement couplée à un transformateur ou à un condensateur ; dans les applications basse fréquence (par exemple, audio), la porteuse peut être souhaitée ou non dans la sortie.
Les imperfections des diodes et des transformateurs introduisent des artefacts des deux signaux d'entrée. Dans les modulateurs en anneau pratiques, cette fuite peut être réduite en introduisant des déséquilibres opposés (par exemple, des résistances ou des condensateurs variables).

## Applications

### Communications radio
La modulation en anneau a également été largement utilisée dans les récepteurs radio, par exemple pour démoduler un signal stéréo FM, et pour hétérodyner les signaux micro-ondes dans les systèmes de téléphonie mobile et de réseaux sans fil. Dans ce cas, le circuit est parfois appelé démodulateur en anneau, l'un des nombreux circuits hacheurs possibles,. Un modulateur en anneau peut être utilisé pour générer une onde à double bande latérale à porteuse supprimée (DSB-SC) utilisée dans les transmissions radio.

### Musique et effets sonores
L'un des premiers instruments de musique utilisant un modulateur en anneau était le Melochord (1947) construit par Harald Bode. Il s'agissait d'un instrument à clavier mélodique à deux tons avec des contrôleurs au pied et, plus tard, un deuxième clavier pour le contrôle du timbre, comprenant un générateur de bruit blanc, un contrôleur d'enveloppe, des filtres de formants et des modulateurs en anneau pour les harmoniques. Le premier Melochord a été largement utilisé par Werner Meyer-Eppler dans les premiers jours du studio de musique électronique à l'Université de Bonn. Meyer-Eppler a mentionné l'application musicale du modulateur en anneau dans son livre Elektrische Klangerzeugung, publié en 1949.
L'élève de Meyer-Eppler Karlheinz Stockhausen a utilisé la modulation en anneau en 1956 pour certains sons dans Gesang der Jünglinge et sa partition de réalisation pour Telemusik (en) (1966) y fait également appel. En effet, plusieurs compositions entières de Stockhausen sont basées autour d'elle, comme Mixtur (1964), l'une des premières compositions pour orchestre et électronique en direct ; Mikrophonie II (1965), où les sons des voix chorales sont modulés avec un orgue Hammond ; Mantra (1970), où les sons de deux pianos sont acheminés à travers des modulateurs en anneau ; et Licht-Bilder (2002) de Sonntag aus Licht (en) (2003), qui module en anneau la flûte et la trompette,,. D'autres pièces de Stockhausen utilisant la modulation en anneau comprennent Kontakte (en) (1960), Mikrophonie I (1964), Hymnen (en) (1969), Prozession (en) (1967) et Kurzwellen (en) (1968).
Un modulateur en anneau était le principal composant utilisé dans la musique de Louis et Bebe Barron pour le film Planète interdite (1956). L'une des applications les plus connues du modulateur en anneau est peut-être son utilisation par Brian Hodgson du BBC Radiophonic Workshop pour produire la voix distinctive des Daleks dans la série télévisée Doctor Who, à partir de 1963.
L'un des premiers produits destinés à la musique a été le Bode Ring Modulator développé en 1961 par Harald Bode. En 1964, il a également développé le Bode Frequency Shifter, qui produisait un son plus clair en éliminant une bande latérale. Ces dispositifs ont été conçus pour être contrôlés par tension, compatible avec l'architecture des synthétiseurs modulaires également préconisée par lui, et ces modules ont été produits sous licence à R.A. Moog pour leurs synthétiseurs modulaires Moog (en) lancés en 1963-1964 . En 1963, Don Buchla a inclus un modulateur en anneau optionnel dans son premier synthétiseur modulaire, le Model 100. Tom Oberheim a également construit un modulateur en anneau pour un ami musicien du groupe The United States of America à la fin des années 1960,, qui est à l'origine des Music Modulator  de chez Oberheim et Ring Modulator de Maestro, l'une des premières pédales d'effet du type modulateurs en anneau pour les guitaristes. Les synthétiseurs VCS3 de  Electronic Music Studio (EMS), Synthi A (en), ARP 2600, Odyssey, Rhodes Chroma, Roland D-50 et Yamaha CS-80 ont également intégré des modulateurs en anneau.
John McLaughlin utilise fortement le modulateur en anneau dans l'album Visions of the Emerald Beyond de 1974 du Mahavishnu Orchestra, en particulier sur le morceau On the Way Home to Earth. Sur l'album live de Miles Davis de 1975 Agharta, le guitariste Pete Cosey faisait passer les sons qu'il jouait par un modulateur en anneau. Jon Lord de Deep Purple faisait passer le signal de son orgue Hammond par un modulateur en anneau Gibson en direct sur scène, ce qu'il a décrit en 1989,. Membre fondateur de Hawkwind, Dik Mik, qui s'avouait non-musicien, utilisait un ring modulator comme instrument principal lorsqu'il faisait partie du groupe (1969-1973).
Vangelis a utilisé un modulateur en anneau avec son Yamaha CS-80 pour improviser son album avant-gardiste-expérimental de 1978 Beaubourg. La musique de l'album est souvent atonale, le modulateur en anneau convertissant le son du synthétiseur en timbres métalliques complexes. Il reste l'œuvre la plus expérimentale publiée par l'artiste, les critiques la qualifiant d'"écoute difficile au mieux".
La modulation en anneau est utilisée dans la pièce Ofanim (1988/1997) de Luciano Berio, et dans la première section, elle est appliquée à une voix d'enfant et à une clarinette : « La transformation de la voix d'enfant en clarinette était souhaitée. Pour ce faire, un détecteur de hauteur calcule la fréquence instantanée {\displaystyle f_{0}(n)} de la voix. Ensuite, la voix d'enfant passe par un modulateur en anneau, où la fréquence de la porteuse {\displaystyle f_{c}} est fixée à {\displaystyle f_{0}(n)/2}. Dans ce cas, les harmoniques impaires prévalent, ce qui est similaire au son d'une clarinette dans le registre grave[Pas dans la source]. »

### Systèmes téléphoniques analogiques
Une des premières applications du modulateur en anneau consistait à combiner plusieurs canaux vocaux téléphoniques analogiques en un seul signal à large bande à transporter sur un seul câble en utilisant le multiplexage par répartition de fréquence. Un modulateur en anneau combiné à une onde porteuse et à un filtre était utilisé pour assigner des canaux à différentes fréquences.
Les premières tentatives de sécurisation des canaux téléphoniques analogiques ont utilisé des modulateurs en anneau pour modifier le spectre des signaux audio de la parole. Une application est l'inversion spectrale, typiquement de la parole ; une fréquence porteuse est choisie pour être au-dessus des fréquences vocales les plus élevées (qui sont filtrées en passe-bas à, disons, 3 kHz, pour une porteuse de peut-être 3,3 kHz), et les fréquences somme du modulateur sont supprimées par un autre filtrage en passe-bas. Les fréquences de différence restantes ont un spectre inversé : les fréquences élevées deviennent basses, et vice versa.